# Heitor Figueiredo
Heitor Figueiredo (Braga, 1952) é um ceramista português.
Tem o curso de cerâmica da Escola de Artes Decorativas Soares dos Reis e da Cooperativa Árvore, no Porto. Foi aluno da Escola de Belas Artes na mesma cidade.
Realizou um estágio de cerâmica no CENCAL (Caldas da Rainha), com os ceramistas Francis Behets, Erich Hebberling, Xoan Viqueira, Senya Sonob e Yuji Terashirna. Frequentou os Encontros de Verão na Fábrica de Sargadelos, orientado pelo ceramista Arcádio Blasco, em Sargadelos, na Espanha. Fez estágio de cerâmica com o escultor Emidio Galassi na Escola Textura, em Gijon, na Espanha.
Também fez estágio, desta feita sobre roth e esmaltes na Escola La Bisbal, em Girona, Espanha. Participou em workshops com os escultores Emidio Galassi e Iozune Ruiz, em Arte Aperto, Faenza, Itália, e na Casa dos Oleiros com os ceramistas Aline Favre, David Roberts e Jorge Mealha, na cidade de Lagos.
Participou no X Simpósio de Esculturas em Terra, Oficinas do Convento, em Montemor-o-Novo. Participou também na Oficina Experimental Forno-Escultura com os ceramistas Nina Hole e Claus Hansen, na cidade de Montemor-o-Novo. Participou igualmente na Feira Internacional de cerâmica Milenium, em Amesterdão, nos Países Baixos.
Colaborou no II Simpósio de Esculturas em terra, Habitar 2001, Montemor-o-Novo. Participou no Simpósio Internacional de Cerâmica no Falmouth College of Arts, em Falmouth, na Inglaterra. Participou na sétima Beca Alfonso Arisa, La Rambal, Córdova, Espanha.

Teve 5 filhos Francisca Figueiredo, António Figueiredo, João Figueiredo, Beatriz Figueiredo e Tiago Figueiredo
1. ↑  Autarquia 360. «Heitor Figueiredo: "O ato de criar exige algum isolamento e silêncio"». diariodoalentejo.pt. Consultado em 26 de março de 2025
2. ↑  «heitor figueiredo». convergenciasarte.wordpress.com. 18 de fevereiro de 2025. Consultado em 26 de março de 2025
3. ↑  «heitor figueiredo». convergenciasarte.wordpress.com. 18 de fevereiro de 2025. Consultado em 26 de março de 2025
4. ↑  «heitor figueiredo». convergenciasarte.wordpress.com. 18 de fevereiro de 2025. Consultado em 26 de março de 2025